# Umbilicus schmidtii
Espèce
Statut de conservation UICN

 EN B1ab(ii)+2ab(ii) : En danger
Umbilicus schmidtii est une espèce de plantes à fleurs du genre Umbilicus, de la famille des Crassulaceae.
C'est une espèce endémique du Cap-Vert, que l'on trouve sur les îles de Santo Antão, São Nicolau, Santiago et Fogo, répandue dans les endroits humides et les anfractuosités escarpées, au-dessus de 1 000 m.
Localement elle est connue sous le nom de « balsâmo ».